# Кайка (тип судна)

Кайка «Ловкая»

Кайка (от тур. kayik — лодка) — небольшое военное парусно-гребное судно. Кайки строились в XVIII веке и также назывались полугалерами.
Кайки начала XVIII века оборудовались 12 парами вёсел и вооружались одним орудием, расположенным на носу судна. Позже вооружение каек было усилено добавлением пушек на носу и корме и шести фальконетов по бортам. Кайки имели две мачты с одним рю или реем, несущими по одному парусу.
В составе российского императорского флота суда этого типа появились в начале XVIII века. Однако их строительство было прекращено после войны со Швецией 1788—1790 годов. Данный тип судна был заменён более совершенными канонерскими лодками и иолами.